# Ashford (Wisconsin)
Ashford – miasto w Stanach Zjednoczonych, w stanie Wisconsin, w hrabstwie Fond du Lac. W 2000 r. miasto to zamieszkiwało 1 773 osób.